# Христиани, Василий Христианович
Василий Христианович Христиани (6 [17] апреля 1798 — 20 января [1 февраля] 1857, Санкт-Петербург) — тайный советник, генерал-контролёр департамента военных отчётов.

## Биография
В 1815 году он окончил Московский университет и 18 июня того же года в чине прапорщика поступил колонновожатым в свиту Его Величества по квартирмейстерской части. В 1816 году выпущен из Московского училища колонновожатых и 30 августа вступил в службу. В 1818—1819 годах — преподаватель. Согласно показанию Н. В. Басаргина, член Союза благоденствия (1818 или 1819; Московская управа, к следствию не привлекался). С 1825 года, в чине подполковника, — инспектор Училища колонновожатых. В 1826—1828 годах был начальником отделения канцелярии генерал-квартирмейстера Главного штаба, после чего оставил военную службу в чине полковника.
В 1828 году стал помощником обер-контролёра артиллерийского департамента Морского министерства, затем перешёл в военно-счётную экспедицию и получил особое отделение по ревизии отчётов за прошлые персидскую и турецкую кампании. С 1831 года управлял особой экспедицией при Государственном контроле, с назначением членом комитета по составлению ревизионного устава. С 1834 года — контролёр департамента морских отчётов, зачислен также в Совет главного управления путей сообщения. Был произведён в действительные статские советники 6 апреля 1835 года.
С 1840 года до конца жизни — генерал-контролёр департамента военных отчётов; с 1845 года — в чине тайного советника.

## Награды
- орден Св. Владимира 4-й степени (1823)
- орден Св. Станислава 1-й степени (1839)
- орден Св. Анны 1-й степени с императорской короной (1843)
- орден Св. Владимира 2-й степени (1848)

## Переводчик
В сотрудничестве с Крюковым и Болотовым перевёл с французского «Полный курс чистой математики» Франкера и удостоен за 1-й том этого труда, напечатанный в 1827 году, Высочайшего подарка; 2-й том появился в 1840 году:
Франкёр Л. Б. Полный курс чистой математики / Пер. с франц., испр. и доп. Христиани, Крюковым, Болотовым. — СПб.: воен. тип. Глав. штаба, 1827. — Т. 1. — 552 с.

### Семья
Жена — Мария Григорьевна (1805—1877), дочь Григория Ивановича Вилламова. Их дети:
- Григорий (14.11.1827 — ?);
- Варвара (9.2.1831 — ?);
- Николай (3.12.1834 — 30.4.1891) — математик, генерал-лейтенант;
- Василий (7.5.1841 — 22.1.1902) — генерал-лейтенант.